# Inchkeith
Inchkeith (del gaélico escocés: Innis Cheith) es una isla situada en el fiordo de Forth, en Escocia, que pertenece administrativamente al concejo de Fife.
Gracias a su proximidad con respecto a Edimburgo y debido a su estratégica ubicación, Inchkeith ha desempeñado a lo largo de su historia un papel destacado, defendiendo el fiordo de Forth de los ataques enemigos. Además, la isla ha funcionado como estación de cuarentena y su faro ha guiado a los barcos que por allí navegaban. Más recientemente, Inchkeith se ha empleado para proteger el puente de Forth río arriba y el astillero de Rosyth.
Según algunos relatos, Inchkeith ha estado habitada de forma intermitente durante casi 1.800 años.

## Curiosidades

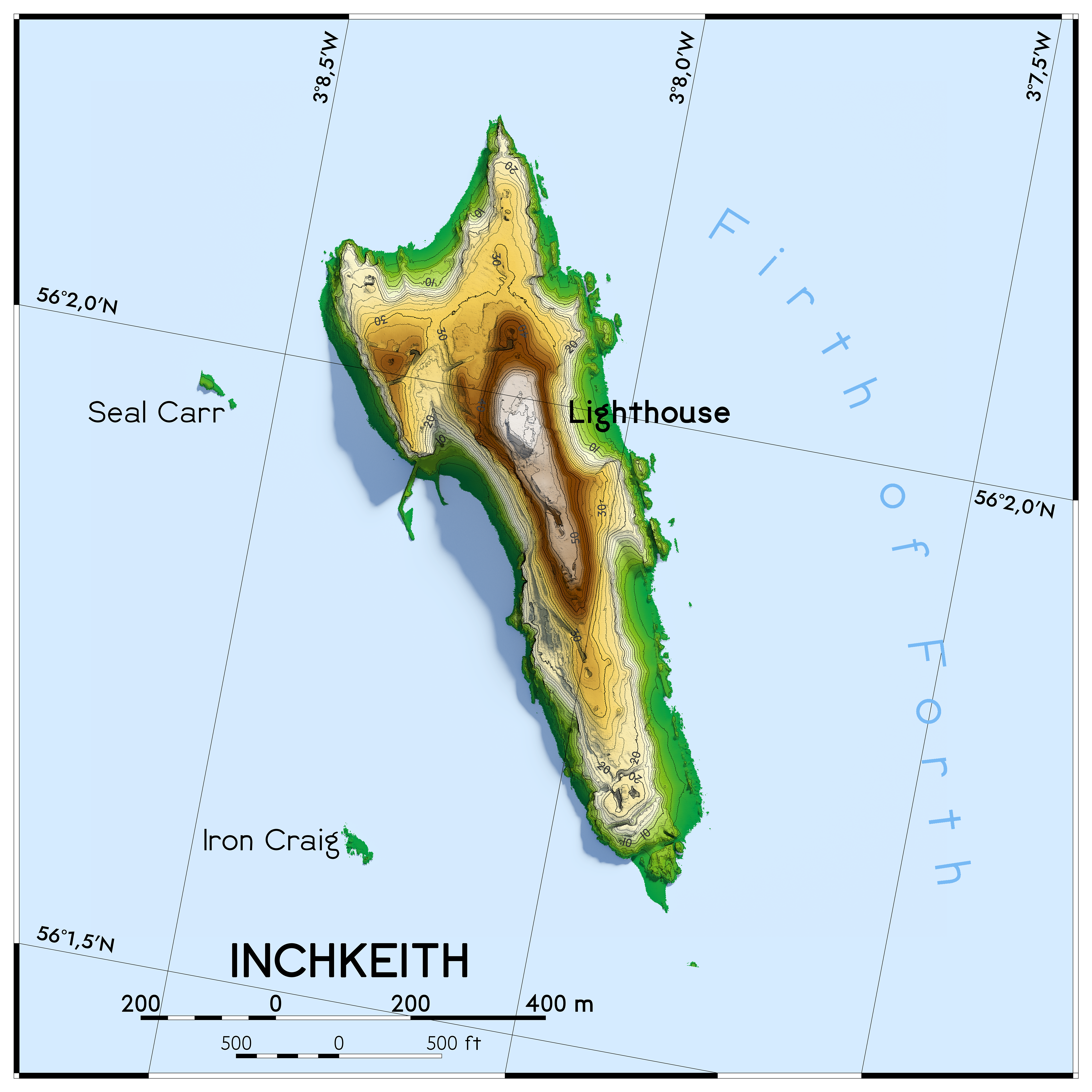
Mapa de Inchkeith

Durante el reinado de Jacobo IV de Escocia, supuestamente se llevó a cabo en Inchkeith un experimento de privación del lenguaje. Robert Lyndsay de Pitscottie escribió en una crónica que en 1493 Jacobo IV ordenó que una mujer muda y dos niños fueran transportados a la isla, con el fin de determinar qué idioma hablarían los niños cuando crecieran aislados del resto del mundo. Este idioma, en la teoría de la época, sería el idioma "original" o el "idioma de Dios". La versión de la historia de Pitscottie, escrita en escocés y que se incluye a continuación en inglés con la ortografía de la época, es la siguiente: and also the king gart tak ane dum woman and pat hir in Inchekeytht and gaif hir tua young bairnes in companie witht hir, and gart furnische them of all necessar thingis pertening to thair nourischment that is to say, meit, drink, fyre and candell, claithis, with all uther kynd of necessaris quhilk (is) requyrit to man or woman, desyrand the effect heirof to come to knaw quhat langage (or, "leid") thir bairnes wald speik quhene they cam to lauchfull aige. Some sayis they spak goode hebrew bot as to myself I knaw not bot be the authoris reherse.
Sin embargo, no hay fuentes o documentos contemporáneos que describan tal experimento, y los historiadores modernos consideran que la historia es inverosímil. Jacobo IV tomó un barco desde Leith a la isla el 20 de junio de 1502 y continuó hasta Kinghorn.